# القدم (الخبت)

تعديل مصدري - تعديل

القدم هي إحدى قرى عزلة عبس بمديرية الخبت التابعة لمحافظة المحويت، بلغ تعداد سكانها 152 نسمة حسب تعداد اليمن لعام 2004.